# Patentový box

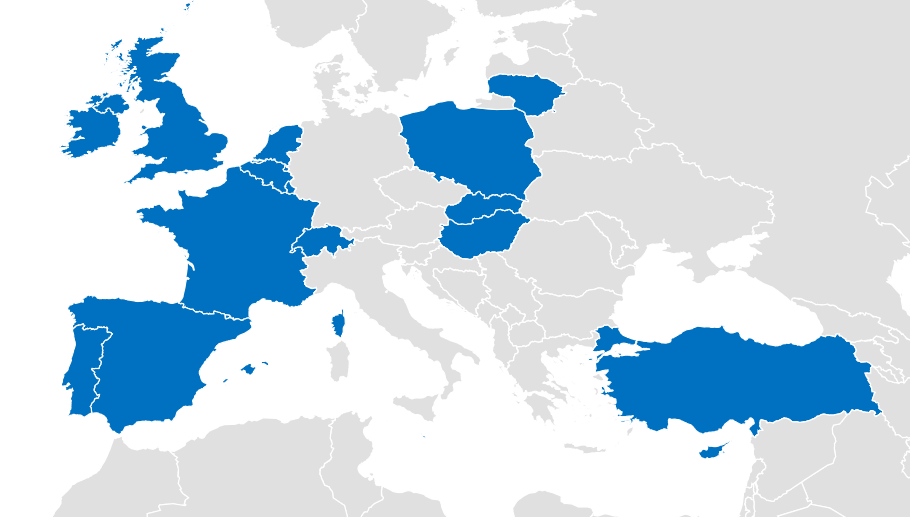
Mapa zemí Evropy s patentovým boxem v roce 2022

Patentový box (anglicky Patent box), IP Box nebo také inovativní box (anglicky Innovation box) je speciální režim nižšího zdanění příjmů pocházejících z duševního vlastnictví, než je zákonem stanovená sazba daně z příjmu právnických osob.
Druhy příjmů z duševního vlastnictví, na které je možno uplatnit patentový box, jsou závislé na druhu patentového boxu a legislativě země. Mezi druhy duševního vlastnictví, na které je možno uplatnit režim patentového boxu, se nejčastěji řadí patenty, průmyslové vzory a autorská práva. Legislativy některých zemí mezi ně dále zahrnují například ochranné známky, obchodní názvy a další druhy marketingového duševního vlastnictví.

## Význam patentového boxu
Cílem režimu patentových boxů je primárně podpořit oblast výzkumu a vývoje a motivovat subjekty k pořízení nebo vlastnictví některého druhu duševního vlastnictví Význam mají také v oblasti podpory investic do nových technologií a inovací, zaměstnanosti a zachování zdanitelného příjmu, který by mohl být převeden do jiné země s nižším zdaněním. 

## Kritika patentového boxu
Režim patentového boxu má i odpůrce. Patentový box podle nich má potenciál zvyšovat daňové úniky, podporovat nepříznivé účinky daňové konkurence a přesouvání příjmů do jiných zemí (například daňových rájů).

## Druhy patentových boxů
V Evropě se rozlišují dva druhy režimů pantových boxů:
1. patentový box využívající sníženou sazbu daně – využívá ho například Francie, Nizozemsko, Spojené království,
2. patentový box využívající osvobození části příjmů od daně – využívá ho například Španělsko, Lucembursko, Belgie, Maďarsko a Kypr.[6]

## Země Evropy využívající patentový box
V roce 2022 mělo zavedený patentový box 13 z 27 členských zemí Evropské unie.
Konkrétně se jedná o:
- Belgie,
- Kypr,
- Francie,
- Maďarsko,
- Irsko,
- Litva,
- Lucembursko,
- Malta,
- Nizozemsko,
- Polsko,
- Portugalsko,
- Slovensko,
- Španělsko.[7]

Mimo Evropskou unii je patentový box v zemích:
- Andorra,
- San Marino,
- Švýcarsko,
- Spojené království.[7]

### Česká republikaa patentový box
V České republice není zaveden režim patentového boxu. Příjmy, které právnická osoba má z duševního vlastnictví, tedy podléhají základní sazbě daně z příjmu právnických osob, která činí 19 %. I když v České republice není možno uplatnit režim patentového boxu, mohou poplatníci daně z příjmu právnických osob v případech dle Zákona č. 586/1992 Sb. uplatnit odpočet výdajů na výzkum a vývoj.

#### Sazba odpočtu výdajů na výzkum a vývoj
Sazby odpočtu výdajů na výzkum a vývoj rozlišujeme dvě – základní výměru a zvýšenou výměru.
Sazba základní výměry činí 100 % výdajů na výzkum a vývoj. Tuto sazbu je možno uplatnit na výdaje na výzkum a vývoj v běžném období do výše, která je shodná s výší výdajů předešlého zdaňovací období.
Sazba zvýšené výměry činí 110 % výdajů na výzkum a vývoj. Tato sazba se uplatňuje na výdaje na výzkum a vývoj ve výši, ve které převýšily výdaje za minulé zdaňovací období.